# Ефект на Вентури
Ефектът на Вентури представлява намаляване на налягането на флуид, което възниква, когато флуидът тече през по-тесен участък на тръба. Ефектът носи името на италианския физик Джовани Вентури.

## Научна обосновка
Ефектът на Вентури е следствие от действието на уравнението на Бернули, което определя връзката между скоростта на флуида v, налягането му p и височината на стълба h:
{\displaystyle h+{\frac {v^{2}}{2g}}+{\frac {p}{\rho g}}={\text{const}},}
където {\displaystyle \rho } е плътността на флуида, а {\displaystyle g} е гравитационното ускорение.
Ако уравнението на Бернули се запише за двете сечения на потока, то тогава се получава:
{\displaystyle {\frac {v_{1}^{2}}{2}}+gh_{1}+{\frac {p_{1}}{\rho }}={\frac {v_{2}^{2}}{2}}+gh_{2}+{\frac {p_{2}}{\rho }}}
За хоризонтален поток средните членове в лявата и дясната страна на уравнението са еднакви, следователно се съкращават и равенство приема формата:
{\displaystyle {\frac {v_{1}^{2}}{2}}+{\frac {p_{1}}{\rho }}={\frac {v_{2}^{2}}{2}}+{\frac {p_{2}}{\rho }},}
тоест при постоянен хоризонтален поток на идеален несвиваем флуид във всеки участък, сумата на пиезометричните и динамичните налягания ще бъде постоянна. За да се изпълни това условие в местата на потока, където средната скорост на флуида е по-висока (тоест в тесни участъци), динамичното му налягане се увеличава, а хидростатичното му налягане намалява (и следователно налягането намалява).